# Pukinjärvi
Pukinjärvi est un quartier du district de Gerby à Vaasa en Finlande.

## Présentation
Pukinjärvi est l'un des quartiers résidentiels les plus récents de la ville. 
La majorité des parcelles sont attribuées à des maisons individuelles, et des maisons mitoyennes.
Le quartier compte 957 habitants (1.1.2015).
Le lac Pukinjärvi qui se trouve dans la vallée d'Onkilahti-Pukinjärvi était à l'origine une baie de la mer de Botnie qui est devenu un lac isolé  par le rebond post-glaciaire.